# كفربنين
كفربنين هي قرية لبنانية من قرى قضاء الضنية في محافظة الشمال.
تقع بلدة كفربنين في اعالي شرق الضنية على ارتفاع 1100م تقريباًً يحدها غربا جبل السفيرة وبيت حاويك وجنوبا بلدة السفيرة ومشاعاتها وشرقا السلسلة الغربية لجبال لبنان (جبل المكمل) وشمالا بلدتي جيرون والقمامين. وهي تبعد عن مركز المحافظة طرابلس 37 كلم عبر سير مركز القضاء و27 كلم عبر الاتوستراد الجديد المار ببلدة طاران وتبعد عن العاصمة بيروت 112 كلم. ويمكن الانتقال منها إلى طرابلس عبر الطريق المارة ببلدة بطرماز ويصلها بمحافظة عكار طريق مستحدثة عبر قرن جيرون.
يعود اصل تسمية كفربنين إلى اللغة السريانية وتعني قرية البناء. ومن الأخطاء الشائعة في الجوار لفط الاسم «كفردمين» والصحيح «كفربنين». تبلغ مساحة القرية مع مشاعاتها حوالي 8 كلم مربع وتتوزع ابنية القرية على مساحة نصف كلم مربع وهي ذات طبيعة اخاذة وطريق عامة مستوية ومناظر خلابة باطلالة على سهلي المنية وعكار والساحل السوري.
يبلغ عدد سكان كفربنين حوالي 2050 نسمة ويبلغ عدد الناخبين فيها المسجلين على لوائح الشطب لعام 2010 955 ناخبا، تمتاز كفربنين بأن أكثر من 75% من ابنائها تحت سن 21 عاما أي انها من المجتمعات الفتية، يقطنها اقل من 15% من اهاليها شتاء أي ان نسبة النزوح تتجاوز 85% من السكان ينزحون إلى طرابلس وجوارها شتاء. عائلات كفربنين حسب الترتيب العددي هي: سعادة، حيدر، السيد، مريم، أبو قاسم، الدواش، يوسف، دنكور، إبراهيم، قدور، شحادة، ديب، شوك وحسين.
```
مقارنة بعدد السكان يعتبر المستوى العلمي لاهالي كفربنين مرتفعا حيث يوجد عدد كبير من حملة الاجازات والشهادات العليا (52 شخصا يحملون اجازة جامعية و80 طالب جامعي وأكثر من 240 طالب ثانوي) بالإضافة إلى التخصصات العليا 4 اطباء 8 مهندسون 32 مدرس من بينهم 3 مدراء مدارس رسمية ومقدم في الجيش 2 صيدلي 3 اساتذة جامعيون (اثنان منهم دكتوراة معلوماتية) ولا تتعدى نسبة الامية 4% من السكان.
```

تشكل الزراعة مصدر الدخل الرئيسي لسكان القرية وهي بمعظمها من الفاكهة المنتجة وبعض الزراعات الحقلية مثل القمح والحمص والخضار الصيفية (بندورة لوبياء..). تنتج كفربنين حوالي 150 طنا من التفاح و120 طنا من الدراق بالإضافة إلى سبعون طنا من الإجاص و100 طنا من الفواكه الأخرى. تعتبر الملكية الزراعية في كفربنين من الملكيات الصغيرة حيث ان أكثر من 90% من مالكي الأراضي يحوزون على ملكيات لا تتعدى 10 فدادين من الأرض البور والمروية.
لا يعطي اهالي كفربنين عناية كافية للثروة الحيوانية التي يمكن تطويرها بشكل كبير وفعال وهي تتشكل من حوالي 50 راس بقر يضاف إليها 250 راس غنم ونفس العدد من الماعز اما الطيور الداجنة فحوالي 300 طائر وجميعها تربى للاستهلاك المنزلي ويتم بيع الفائض محليا. ان مساحة كفربنين الواسعة ملائمة لتنشيط تربية المواشي على مستوى واسع خاصة وانها تشمل على مساحات للرعي وهي متنوعة من حيث الغذاء المتوفر وكميته بالإضافة إلى توزعه على ارتفاعات مختلفة (من 1100 م إلى 2000 م) مع العلم بان إنشاء سد بريصا سيزيد من المساحات المزروعة والمروية.
تفتقر كفربنين لوجود هيكلية تنظيمية تعاونية للمزارعين تعنى بشؤونهم وتقدم لهم النصح والإرشاد والدعم المادي والتقني على الرغم من وجود عدة محاولات لإنشاء هكذا تعاونيات باءت جميعها بالفشل منذ النطلاقتها اما بسبب سوء الإدارة والتخطيط والاستئثار الشخصي اما لعدم الفهم الصحيح للعمل التعاوني أو لعدم المثابرة للقائمين عليها.
يوجد في كفربنين جمعيتين خيرتين هما جمعية «انماء كفربنين» وجمعية «النهضة والتنمية». وتعتبر جمعية «إنماء كفربنين» من أوائل الجمعيات الاهلية في القضاء. أما جمعية «النهضة والتنمية» فقد نالت العلم والخبر أواخر عام 2011.
يوجد في مشاعات كفربنين غابتان: غابة اللزاب الأكبر في الشرق الأوسط وغابة الشوح ومغارة تحت الأرض يمكن تطويرها واستثمارها.
```
تمتاز بلدة كفربنين بطريق عام واسعة واسفلتية بحالة ممتازة بطول 3 كلم وهي بشكل عام مستوية اما حال الطرق الزراعية التي فهي ترابية بمجملها.
```

يوجد في كفربنين أربعة مساجد: المسجد القديم وهي عبارة عن مصلى حجري جرى تطويره على عدة مراحل ثم اضيف اليه مبنى علوي جديد يستعمل للصلاة اما السفلي فقد تم تحويله إلى قاعة للعزاء والمناسبات بالإضافة إلى منتفعاتهما اما المسجد الجديد وهو طور التجهيز وتعود ملكيته لجمعية رعاية أطفال المسلمين الكائنة في بيروت بعد أن قدم اهالي القرية الأرض اللازمة لتشييده ومن المفترض ان يضم مركزا للمهارات والتدريب بالإضافة إلى ملعب لممارسة النشاطات المختلفة. أما المسجد الثالث فيفع في حي معبي ويسمى مسجد أبو تميم الأنصاري. ويتضمن في طابقه السفلي مدرسة ابتدائية. أما المسجد الرابع فهو مسجدالسعد ويقع في حي الصنوبر وفد تم افتتاح هذا المسجد عام 2015
عام 2005 تم استحداث مجلس لبلدية كفربنين بتسعة أعضاء يرأسه الحاج محمود إبراهيم منذ انشائه حيث قام هذا المجلس ببعض أعمال البنية التحتية من توسعة طرقات وجر مياه (شبكة لمياه الشفة وقنوات ري غير مكتملة) وحوائط دعم وأعمال حجر تزيينية للطرقات وبعض باحات المنازل بالإضافة إلى ملعب صغير قيد الإنشاء والتجهيز.
كما تم تشييد مركز للبلدية بهبة مقدمة من الاتحاد الأوروبي ويقع مبنى البلدية في وسط القرية ويتضمن مستوصف صحي تديره جمعية «إنماء كفربنبن» وقد تم افتتاحه سنة 2015. ويوجد في كفربنين ثلاث دكاكين تؤمن حاجيات السكان بالإضافة إلى ملحمة. ويوجد كذلك كابين لهاتف عمومي بالإضافة إلى 11 مشترك بالهاتف الثابت.
لا يوجد في كفربنين شبكة للصرف الصحي أو الية تنظيمية لجمع النفايات المنزلية وانما يتم كل ذلك على عاتق الاهالي إما عن طريق حرق النفايات إما عن طريق نقلها إلى حاويات القرى المجاورة.
يوجد في كفربنين مدرستان احداهما متوسطة والأخرى ابتدائية.
يوجد في كفربنين الكثير من اليد العاملة (التي تعمل في بيروت وطرابلس والجوار) التي تعمل في مختلف المجالات (نجارة الباطون التلييس التبليط اللرخام فندقية ومطاعم والغرانيت الحدادة ونجارة الموبيليا ميكانيك السيارات حجر بناء (خفان وحجر صخري) دهان بويا ويعمل قسم منه في الزراعة موسميا.
لوحظ في الفترة الأخيرة (منذ تشغيل الاوتستراد الجديد) إقبال جيد على التملك والبناء في كفربنين من اشخاص من خارج البلدة كذلك إقبال قوي من ابنائها على البناء والسكن فيها خصوصا وان المسافة والوقت اللازم للوصول إليها أصبح أقصر بكثير من السابق (40 دقيقة) مما يعني زيادة كبيرة في عدد الوافدين إلى البلدة والمصطافين فيها مما يدفع العجلة الاقتصادية فيها.
تستمد كفربنين مياه الري من نبع السكر ونبع بريصا ويوجد نبع في وادي الشقيق. كذلك يوجد بعض العيون أهمها عين بصيلة التي تروي محلة معبي.
منذ عام 1997 كانت كفربنين من البلدات الفقيرة جدا في القضاء ولكن انتقال قسم كبير من ابنائها القاطنين في بساتين طرابلس (رأس الصخر) إلى مناطق أخرى بعد حصولهم على تعويضات من صندوق المهجرين (1.5 مليون دولار) دفعهم إلى بدء حياة جديدة والاستثمار في مشاريع صغيرة أو إلى تحسين معيشتهم.